# Schalwa Papuaschwili

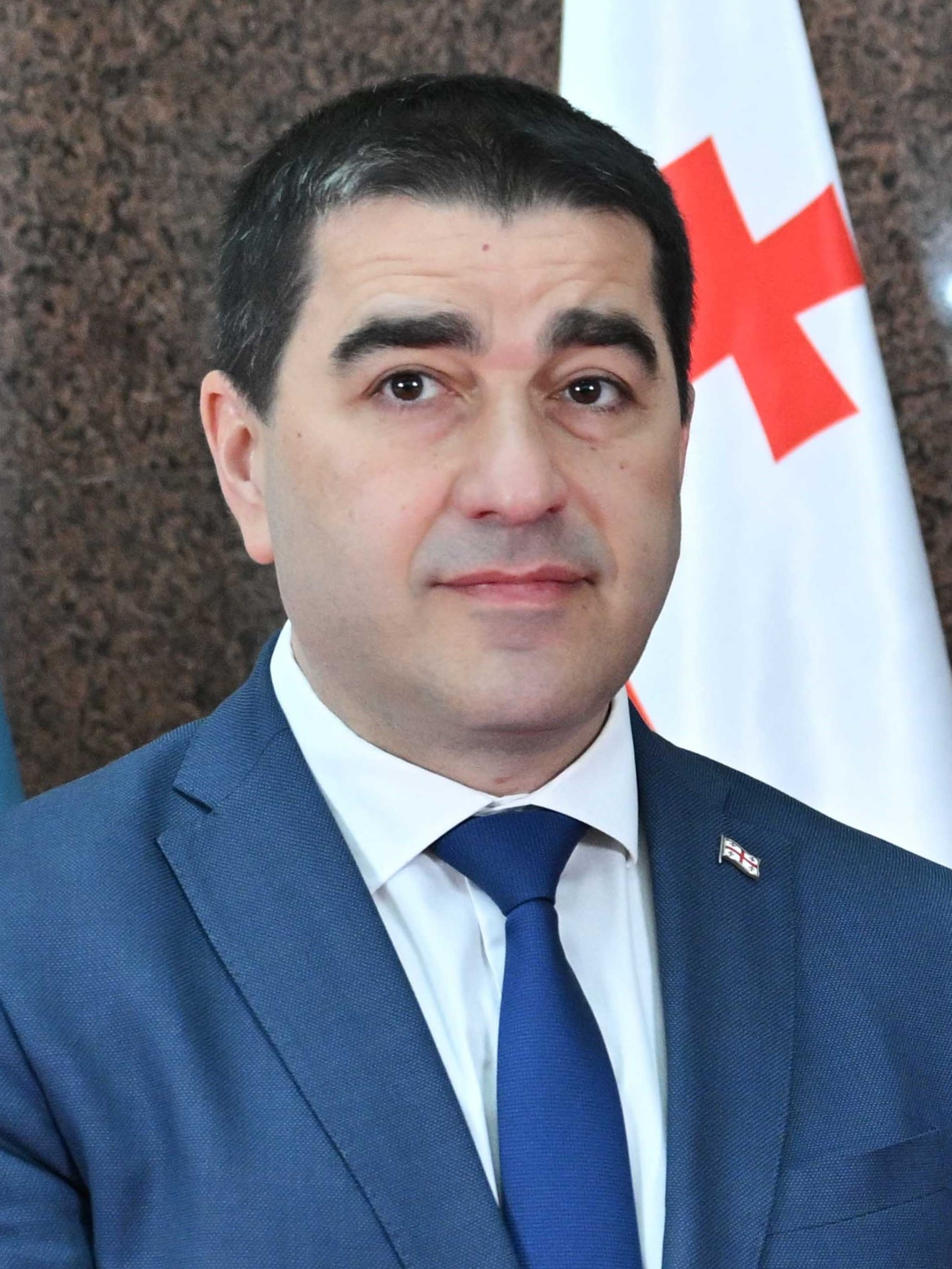
Schalwa Papuaschwili (2024)

Schalwa Papuaschwili (georgisch შალვა პაპუაშვილი; englisch: Shalva Papuashvili; geboren am 26. Januar 1976) ist ein georgischer Politiker (Georgischer Traum), der seit 2020 Mitglied des georgischen Parlaments ist und am 29. Dezember 2021 zum Parlamentspräsidenten gewählt wurde.
Papuaschwili hat 2003 bei Michael Martinek in Jura promoviert.